# エスキモー (映画)
『エスキモー』（Eskimo, またはMala the Magnificent）は、1933年のアメリカ映画である。第7回アカデミー賞で編集賞を受賞した。

## 出演
- エドガー・ディアリング
- ピーター・フロイヘン
- エドワード・ハーン
- ロータス・ロング
- マラ
- ジョセフ・ソーヤー
- W・S・ヴァン・ダイク